# Come Home the Kids Miss You
Come Home the Kids Miss You é o segundo álbum de estúdio do rapper norte-americano Jack Harlow, lançado através da Generation Now e Atlantic Records em 6 de maio de 2022. Foi precedido pelos singles "Nail Tech" e "First Class". O álbum contém participações de Pharrell, Drake, Justin Timberlake e Lil Wayne.

## Antecedentes
Um mês depois de lançar o primeiro single "Nail Tech" em fevereiro de 2022, Harlow revelou o título e a data de lançamento do álbum em uma entrevista de capa com a Rolling Stone. Ele também falou sobre trabalhar com os produtores do álbum, incluindo Rogét Chahayed e Angel Lopez, para fazer canções que se desenvolvem à medida que avançam para que "façam você [querer] continuar a ouvir", chamando isso de "toda a missão" para o projeto. Harlow chamou o material de seu segundo álbum de "mais sério" e sua intenção de deixar os ouvintes saberem que ele é "um dos melhores de [sua] geração".

## Lista de faixas
| Come Home the Kids Miss You — Edição padrão |                                                | | |         |  |
| N.º                                         | Título                                         | Compositor(es) | Produtor(es) | Duração |  |
| 1.                                          | "Talk of the Town"                             | Jackman Harlow Rogét Chahayed José Velazquez Nickie Jon Pabón Dawoyne Lawson Douglas Ford Robert Fusari Vincent Herbert Calvin Gaines Mary Brown                                                          | Jack Harlow Chahayed BabeTruth Pabón 2forwOyNE                                                                                              | 1:22    |  |
| 2.                                          | "Young Harleezy"                               | J. Harlow Chahayed Velazquez Pabón Ryan Vojtesak Lawson Nathan Ward II Ford Lamont Coleman Edwin Turner                                                                                                   | J. Harlow Chahayed BabeTruth Pabón Charlie Handsome 2forwOyNE Nemo Achida                                                                   | 3:44    |  |
| 3.                                          | "I'd Do Anything to Make You Smile"            | J. Harlow Matthew Samuels Chahayed Bobby Turner Jr. Velazquez Pabón Vojtesak Lawson Ward Kensey Rankin Dorian Washington                                                                                  | J. Harlow Boi-1da Chahayed Bobby Kritical BabeTruth Pabón Charlie Handsome 2forwOyNE Nemo Achida                                            | 3:13    |  |
| 4.                                          | "First Class"                                  | J. Harlow Chahayed Velazquez Vojtesak Jasper Harris Pabón Micaiah Raheem Ford Stacy Ferguson Christopher Bridges Jamal Jones Will Adams Elvis Williams                                                    | J. Harlow Chahayed BabeTruth Charlie Handsome Harris                                                                                        | 2:53    |  |
| 5.                                          | "Dua Lipa"                                     | J. Harlow Chahayed Michael Mulé Isaac De Boni Federico Vindver Velazquez Lawson Harris Ward Pabón Ford | J. Harlow Chahayed FnZ Vindver BabeTruth 2forwOyNE Harris Nemo Achida                                                                       | 2:15    |  |
| 6.                                          | "Side Piece"                                   | J. Harlow Chahayed Tyler Acord Velazquez Lawson Kameron Cole Marco Bernardis Ishmail Wells Ford Calvin Broadus Jr. Pharrell Williams Chad Hugo                                                            | J. Harlow Chahayed Lophiile BabeTruth 2forwOyNE Hollywood Cole Marco Dutchboy                                                               | 3:54    |  |
| 7.                                          | "Movie Star" (com part. de Pharrell Williams)  | J. Harlow Williams Chahayed Velazquez Ward | J. Harlow Williams Chahayed BabeTruth | 2:22    |  |
| 8.                                          | "Lil Secret"                                   | J. Harlow Chahayed Velazquez Nima Jahanbin Paimon Jahanbin Charlene Keys Craig Brockman Nisan Stewart | J. Harlow Chahayed BabeTruth Wallis Lane Mikewavvs                                                                                          | 2:09    |  |
| 9.                                          | "I Got a Shot"                                 | J. Harlow Samuels Tahj Morgan Chahayed Colin Franken Velazquez Vojtesak Harris Ward Michael Hernandez Tobias Wincorn Clayborn Harlow Pabón Walter De Backer Luiz Bonfá                                    | J. Harlow Boi-1da JetsonMade Chahayed Timbaland Frankie Bash BabeTruth Charlie Handsome Harris Nemo Achida Foreign Teck Wincorn Clay Harlow | 2:18    |  |
| 10.                                         | "Churchill Downs" (com part. de Drake)         | J. Harlow Aubrey Graham Samuels Tahrence Brown Ryan Bakalarczyk Ace G Chahayed Velazquez | Boi-1da Audi BEDRM Ace G | 5:09    |  |
| 11.                                         | "Like a Blade of Grass"                        | J. Harlow Chahayed Harris Velazquez Ward N. Jahanbin P. Jahanbin Ford | J. Harlow Chahayed Harris BabeTruth Nemo Achida Wallis Lane                                                                                 | 2:06    |  |
| 12.                                         | "Parent Trap" (com part. de Justin Timberlake) | J. Harlow Justin Timberlake Chahayed Timothy Mosley Velazquez N. Jahanbin P. Jahanbin Lawson Michael Washington Jr.                                                                                       | Harlow Chahayed Timbaland BabeTruth Wallis Lane 2forwOyNE Mikewavvs                                                                         | 3:09    |  |
| 13.                                         | "Poison" (com part. de Lil Wayne)              | J. Harlow Dwayne Carter Jr. Chahayed Ozan Yildirim Leon Thomas III John Mayer Velazquez Vojtesak Harris Ward Tyree Simmons Ford Elliot Straite Jordan Houston Paul Beauregard Chad Butler Bernard Freeman | J. Harlow Chahayed Oz Thomas Mayer BabeTruth Charlie Handsome Harris Nemo Achida                                                            | 3:42    |  |
| 14.                                         | "Nail Tech"                                    | J. Harlow Chahayed Samuels Jahaan Sweet Scotty Coleman Velazquez Amir Sims Montez Jones Ford | Chahayed Boi-1da Sweet Coleman BabeTruth Fierce Mayer (add.)                                                                                | 3:26    |  |
| 15.                                         | "State Fair"                                   | J. Harlow Chahayed Darryl Clemons Velazquez Ward | J. Harlow Chahayed Pooh Beatz BabeTruth Nemo Achida                                                                                         | 3:14    |  |
| Duração total:                              | Duração total:                                 | Duração total: | Duração total: | 44:56   |  |

## Histórico de lançamento
| Região | Data                   | Formato(s)                            | Gravadora(s)            | Ref.  |
| ------ | ---------------------- | ------------------------------------- | ----------------------- | ----- |
| Mundo  | 6 de maio de 2022      | Cassete CD download digital streaming | Generation Now Atlantic | [ 3 ] |
| Mundo  | 16 de setembro de 2022 | Vinil                                 | Warner                  | [ 4 ] |